# Justin Hamilton (ur. 1980)
Justin Charles Hamilton (ur. 19 grudnia 1980 w Sarasocie) – amerykański koszykarz, gra na pozycji rozgrywającego lub rzucającego obrońcy.
Zawodnik obdarzony znakomitymi warunkami fizycznymi. W swojej karierze grał w takich drużynach, jak Iraklis Saloniki, Montepaschi Siena czy Real Madryt. W 2006 roku podpisał kontrakt z Prokomem Treflem Sopot. W styczniu 2007 roku przeniósł się do Valencii BC.

## Osiągnięcia
NCAA
- Finalista NCAA (2000)[1]
- Uczestnik rozgrywek:
  - II rundy turnieju NCAA (2000, 2001, 2003)
  - turnieju NCAA (2000–2003)
- Mistrz sezonu regularnego konferencji Southeastern (2000, 2001)

Drużynowe
- Mistrz:
  - Hiszpanii (2005)[2]
  - Belgii (2008–2011)
- Wicemistrz Belgii (2012)
- Brąz mistrzostw Belgii (2013)
- Zdobywca:
  - Pucharu Belgii (2009)[2]
  - Superpucharu Belgii (2008, 2010)
- Finalista:
  - Superpucharu Belgii (2009, 2011)
  - pucharu:
    - Belgii (2008, 2010)
    - Hiszpanii (2005)
- Uczestnik rozgrywek:
  - Eurocup (2003/04, 2007–2010, 2012–2014)[2]
  - Euroligi (2005–2007, 2010–2012)[2]

Indywidualne
- Lider ligi greckiej w przechwytach (2005)